# 王应伟
王应伟（1877年9月29日—1964年6月26日），字硕甫，一作硕辅，男，江苏吴县人，中国天文学家、气象学家、地球物理学家，中国近代气象、天文、地磁、地震等学科开拓者之一。中科院院士、两弹一星功勋奖章获得者王大珩之父。

## 生平
王应伟1877年9月29日出生于江苏吴县（今苏州市），童年从师学文，喜读古算学，青年时开设私塾维持生计，后来在广东潮州某中学讲授中国式算术。数年后赴日本留学，就读于东京物理学校数学科，毕业后经推荐在东京中央气象台任职，从事气象、地球物理、天文等观测研究。
1915年，王应伟回国任吉林一中教员，次年在北京中央观象台任磁力科技正（一说技士），后任气象科科长，同时在北京师范大学讲授气象学、天文学等课程。1922年参与成立中国天文学会。另曾为中国科学社天文股成员、中国气象学会理事、编辑委员。
1929年，王应伟经青岛观象台台长蒋丙然邀请，任气象地震科科长，后因天文磁力科科长高平子赴南京筹办紫金山天文台，由王应伟兼任天文磁力科科长。此外还在国立山东大学讲授球面天文学等课程。1931年，王应伟出版了中国第一部地震学专著《近世地震学》。1936年被聘为国立编译馆气象学名词审查委员。
1938年1月日军占领青岛后，王应伟辞去公职，在北平隐居，研究中国古历法、古天文学。1948年当选吴县旅平同乡会理事。中华人民共和国成立后，王应伟经顾颉刚推荐，在中国科学院自然科学史研究所任特约研究员（义务），后历经四年写成50余万字的《中国古历通解》一书，研究所授予其锦旗一面以资表彰。1963年，王应伟准备为该书编写补遗，但未能完成。1964年2月26日病逝于北京。

## 家庭
儿子王大珩。妻子周秀清。妻子外甥顾颉刚。